# نظریه تطبیقی صدق
در متافیزیک و فلسفه زبان، نظریه تطبیقی صدق (به انگلیسی: Correspondence theory of truth) بیان می کند که درستی یا نادرستی یک عبارت فقط با نحوه ارتباط آن با جهان و اینکه آیا دقیقاً آن را توصیف می کند (یعنی با آن مطابقت دارد) مشخص می شود. 
نظریه‌های مطابقت ادعا می‌کنند که اعتقادات واقعی و گفته‌های واقعی با وضعیت واقعی مطابقت دارند. این نوع نظریه سعی دارد رابطه‌ای بین افکار یا اظهارات از یک سو و چیزها یا حقایق را از سوی دیگر ایجاد کند. 
در فلسفه غرب بحث از حقیقت با عنوان: «fact» مطرح میشود. حقیقت در اکثر دیدگاه ها در اصطلاح عبارت است از مطابقت زبان یا اندیشه با جهانی مستقل از ذهن است. در میان فیلسوفانی که تصور می‌کنند می‌توان شرایط لازم برای معرفت را تحلیل نمایند، عملاً همگی قبول دارند که حقیقت دارای چنین شرطی است. 
نظریه تطابق صدق در هسته خود یک تز هستی شناسانه است: یک باور در صورتی صادق است که یک موجود مناسب - یک واقعیت - وجود داشته باشد که با آن مطابقت دارد. اگر چنین موجودی وجود نداشته باشد، باور نادرست است. پس حقایق به خودی خود موجوداتی هستند که یا متشخص، یا عوارض یا روابط (حمل) یا کلی هستند. بنابراین، نظریه تطابق تنها در چارچوب متافیزیکی معنا پیدا می کند که شامل چنین حقایقی است.
پس در معیار صدق قضایا بر اساس نظریه مطابقت «صدق» به معنای «این همانی گزاره با حقیقت» تفسیر میشود، در پس این دیدگاه این پرسش مطرح میشود که نحوه صدق قضایای گوناگون با حقیقت چگونه است؟ پاسخ به این پرسش پیرامون قضایای حملیه خارجیه، چندان دشوار نیست، امّا پیرامون  گزارههای حقیقیه و شرطیه متصله و منفصله این تبیین با دشواری مواجه میشود هرچند در بعضی از قضایای حملیه خارجیه هم این دشواری محسوس است. مانند تحلیل چگونگی صدق قضایای تاریخی به صورت قضایای کلی بر اساس حکایت از حوادث گذشته شکل گرفتهاند. همین دشواری در تبیین «نظریه مطابقت» در قضایای مختلف سبب شد تا گروهی تعریف «صدق»، را با چالش مواجه نمایند حال آنکه اشکال اساسی از عدم تبیین درست مساله «نفس‌الامر» بوده است نه ناتوانی نظریه مذکور در تبیین رابطه صدق و کذب انواع قضای.